# Nonyma allardi
Nonyma allardi är en skalbaggsart som beskrevs av Stefan von Breuning 1972. Nonyma allardi ingår i släktet Nonyma och familjen långhorningar. Inga underarter finns listade i Catalogue of Life.